# 프랑수아즈 드 그라피니

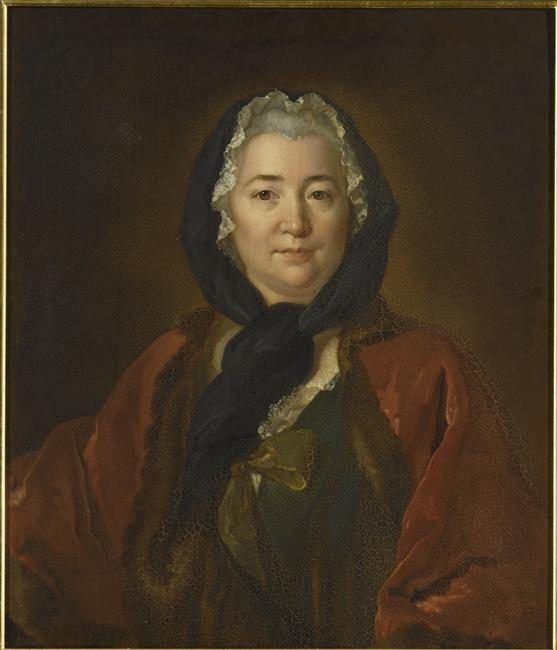
그라피니 부인의 초상

프랑수아즈 드 그라피니(Françoise d’Issembourg du Buisson d’Happoncourt de Graffigny, 1695년∼1758년)은 프랑스의 문학가이다.
그는 1695년 당시 독립국이었던 로렌 공국(현재 프랑스 서북부 로렌 지방)의 귀족 가문에서 태어났다. 1712년 같은 지방의 귀족인 프랑수아 위게 드 그라피니(Francois Huguet de Graffigny)와 결혼했으나 금전 문제와 남편의 폭력 문제 등으로 불화했다. 이들 부부는 세 명의 자녀를 두었으나 모두 유아기에 죽었고, 1725년 남편 역시 7년간의 별거 생활 끝에 사망했다.
1740년대 초부터 그는 켈뤼스(Caylus) 공작, 샤를 뒤클로(Charles Duclos) 등의 문인과 교류했으며 1745년에는 그들의 권유에 의해 ＜스페인 이야기(La Nouvelle espagnole)＞ 라는 제목의 중편과 ＜아제롤 공주(La Princesse Azerolle)＞라는 요정 이야기를 발표했다. 1747년 발표한 ≪페루 여인의 편지≫에 대한 반응은 가히 폭발적이었다. 이 소설은 발표되자마자 대중과 평단의 호평을 받았는데 이러한 인기는 이 작품이 초판 이후 30년 동안 46판이 출간되었다는 사실에서도 쉽게 짐작할 수 있다. 뿐만 아니라 1749년에는 위가리 드 라마르슈 쿠르몽(Hugary de Lamarche-Courmont)에 의해 속편인 ≪《아자의 편지(Lettres d’Aza)》≫가, 1797년에는 모렐 드 뱅데(Morel de Vindé) 부인에 의해 결말 부분에 데테르빌과 질리아의 결혼을 보충한 개정판이 출간되었다. 《페루 여인의 편지》는 1835년까지 총 70판 이상이 출간되었다.
그러나 19세기 중반 이후, 그녀의 작품은 남성 중심의 문학사에서 배제되기 시작했으며 이후 그녀는 주로 볼테르의 사생활을 다룬 편지들의 저자로만 알려졌다. 그러나 1960년대 이후, 페미니즘이 대두하면서 《페루 여인의 편지》는 여성의 관점에서 프랑스 사회를 비판한 매우 독창적인 작품으로 평가되기 시작했으며 마침내 20세기 후반에는 프랑스 문학의 정전으로 자리 잡게 되었다. 또한 1985년부터 볼테르 재단에 의해 출간되기 시작한 그라피니 부인의 편지들은 당시의 문단과 풍속 및 여성 생활에 대한 중요한 자료로서 뿐만 아니라 문학 작품으로서도 높이 평가받고 있다.

## 작품목록
- 페루 여인의 편지